# 罗兰夫人
罗兰夫人（法語：Madame Roland；1754年3月17日—1793年11月8日），全名为玛丽-让娜·罗兰·德拉普拉蒂埃（法語：Marie-Jeanne Roland de la Platiere），父姓菲利庞（Phlipon）。法国大革命时期女性政治人物。吉伦特派领导人之一。其配偶让-马里·罗兰亦為吉伦特派领导人之一，曾任共和政府内政部长。
罗兰夫人主张共和，反对君主专制和君主立宪。1792年巴黎八月革命后，为巩固吉伦特派的统治和建立稳定的社会秩序，曾利用丈夫的身份，以公开接见宾客和设家宴的方式，结交政界重要人物。她每周设两次家宴，宴请吉伦特派议员及其优秀分子，以便参与商讨吉伦特派的许多重要政策，并参与草拟过许多文件。雅各宾派掌权后，反对雅各宾派的恐怖政策及其革命专政。1793年6月被雅各宾派逮捕入狱，其被控为保皇派之同情者并被不公正地判处死刑，事实上，其為因马克西米连·罗伯斯庇尔对吉伦特派的大清洗而在1793年11月8日被恐怖时期送上斷頭台。在狱中写有《回忆录》。临刑前，其於断头台上朝着协和广场（la Place de la Revolution）上的自由雕像鞠躬并留下了一句話：
自由自由，天下古今几多之罪恶，假汝之名以行！
一周后，其配偶於鲁昂郊外的一处简陋住所自杀。